# Luiz Mendes
Luiz Pineda Mendes (Palmeira das Missões, 9 de junho de 1924 — Rio de Janeiro, 27 de outubro de 2011) foi um jornalista, radialista e comentarista esportivo brasileiro.
Começou a trabalhar na Rádio Globo desde sua inauguração em 1944, posteriormente foi comentarista da Rádio Globo AM. 
Luiz Mendes foi um dos criadores do debate esportivo chamado de "mesa redonda" na televisão brasileira com a criação da Grande Resenha Facit, na década de 1950, na TV Rio. Luiz também fez parte da primeira transmissão de televisão em cores realizada no Rio de Janeiro, ocorrida em 1972.
Em 1995, integrou a equipe de esportes da Super Rádio Tupi, retornando à Rádio Globo em 1999. Ficou conhecido como O comentarista da palavra fácil. 
Era casado desde 1950 com a atriz e radialista Daisy Lúcidi. O casal teve um único filho, o cantor e produtor musical Junior Mendes, nascido em 14 de janeiro de 1950, tendo falecido em 12 de fevereiro de 2014. Também possuía três netos, Luiz Cláudio, Marcello e Laila Mendes e duas bisnetas, Bianca e Anna Luiza.
Luiz Mendes participou da cobertura jornalistica de 13 Copas do Mundo de futebol, o que o tornou um recordista neste aspecto.
Morreu na manhã de 27 de outubro de 2011, aos 87 anos, após complicações decorrentes de uma leucemia linfocítica crônica.
Foi sepultado no Cemitério de São João Batista, ao lado do colega de jornalismo Armando Nogueira.

## Homenagens

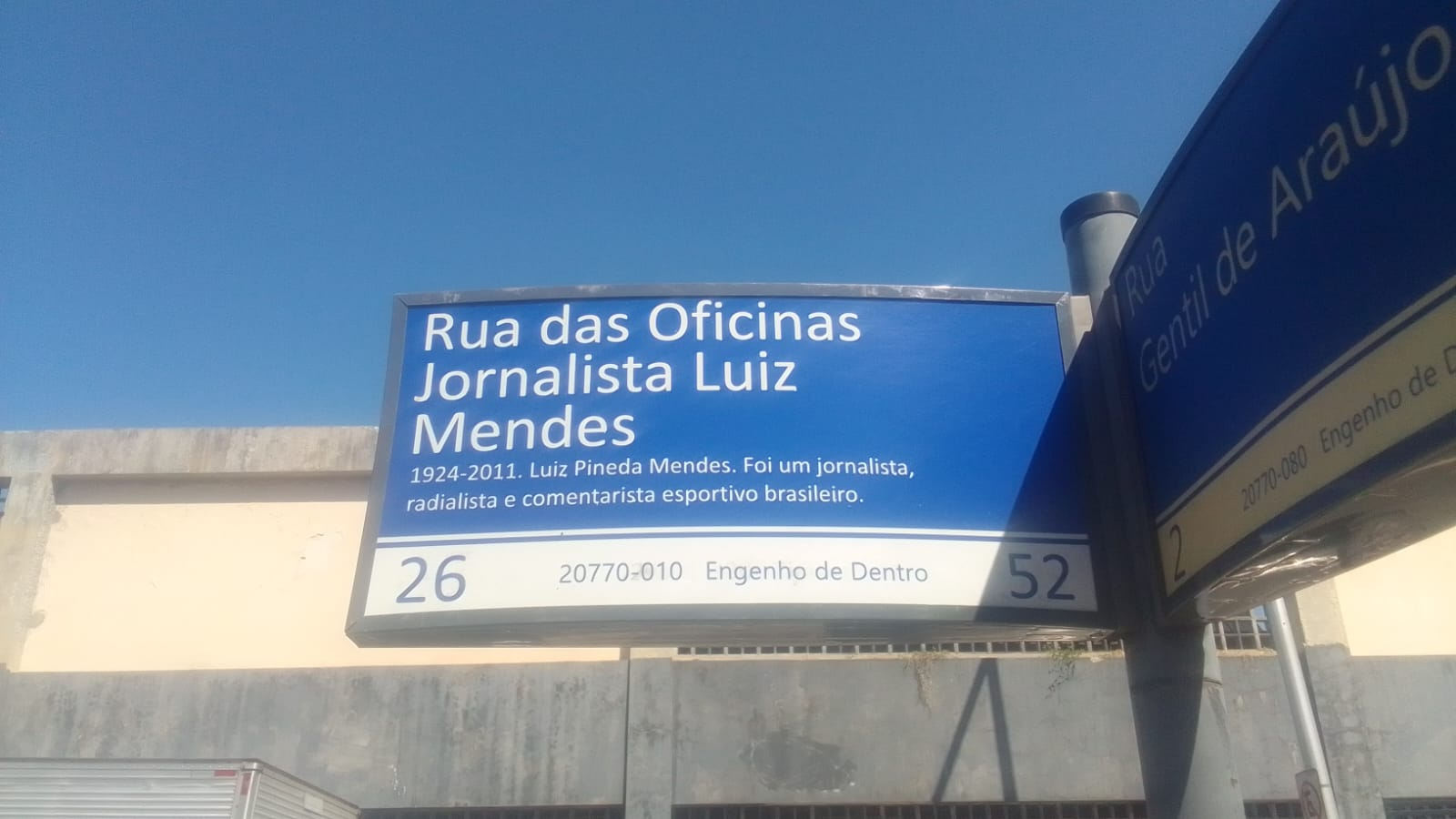
Placa indicativa da Rua das Oficinas Jornalista Luiz Mendes, no bairro Engenho de Dentro (na cidade do Rio de Janeiro)

Sendo torcedor do clube de futebol Botafogo de Futebol e Regatas, Luiz Mendes recebeu como homenagem póstuma pela Prefeitura da Cidade do Rio de Janeiro a denominação de um logradouro público na cidade; desde 29 de novembro de 2021 a Rua das Oficinas passou a se denominar como Rua das Oficinas Jornalista Luiz Mendes, a rua é uma das mais tradicionais do bairro Engenho de Dentro e delimita parte do estádio do Botafogo, o Estádio Olímpico Nilton Santos. O nome antigo da rua foi mantido na atual denominação pois, na então chamada Rua das Oficinas, existiram as grandes oficinas de reparos e fabricação de trens da Estrada de Ferro Central do Brasil, também conhecida como Oficinas de Engenho de Dentro, inaugurado oficialmente em dezembro de 1871, por iniciativa do imperador D. Pedro II.